# 黃皓雋
黃皓雋（英語：Anson Wong Ho Chun，2002年4月2日—），香港足球運動員，現時效力中國超級聯賽球隊青島海牛。黃皓雋是一名「雙槍將」，有不俗的長傳技巧和處理罰球能力，可司職中前場多個位置。

## 早年經歷
黃皓雋生於香港，兒時跟父親到黃大仙摩士公園踢球，在父親的要求下，原只擅長左腳踢球的他加強對逆足的訓練。
黃皓雋4歲加入科化足球學校，接受正式足球訓練。他於6歲轉到巴塞足球訓練學校，後來代表傑志梯隊出戰青年聯賽。2015年，黃皓雋參與香港賽馬會青少年足球精英訓練營並勝出技巧挑戰賽，同年夏天獲選到英超球會曼聯青訓基地交流兩周。2016年，14歲的他轉投南華梯隊，越級挑戰U16青年聯賽。
黃皓雋從幼稚園到中學均就讀於基督教國際學校，現正於香港科技大學攻讀工商管理系學士學位。

## 球會生涯
2017/18年度賽季，15歲的黃皓雋獲南華提升上一隊，挑戰甲組聯賽，並在當季最後一場聯賽首次上陣踢足全場。自18/19年賽季起，他成為球隊的主力球員。
2020/21年度賽季，中學畢業的黃皓雋由南華轉投港超聯球會理文，正式踏上職業足球之路。他在菁英盃對香港飛馬的分組賽中後備登場，完成職業生涯地標戰，並在另一場對香港飛馬的分組賽中取得首個入球和助攻。該季季尾，他首度出戰洲際賽事，並在亞協盃作客蒙古220體育會的分組賽中取得入球。2021/22年賽季，黃皓雋主力在菁英盃的比賽中上陣，唯本地賽季不幸地因第五波新冠疫情而遭到腰斬。
2022/23年度賽季，為尋求更多上陣機會，黃皓雋加盟東方，跟隨青年軍恩師盧比度。當季他在多項比賽中獲得長足的上陣機會，最後在香港足球明星選舉中奪得最佳年青球員榮譽。2023/24年度賽季，黃皓雋全季上陣32場，交出6個入球和5個助攻，東方該年奪得足總盃冠軍，是他職業生涯首項錦標。
2025年1月，黃皓雋改投中超球隊青島海牛，迎戰2025年中超賽季。

## 國際賽生涯
2023年3月，黃皓雋首度獲香港足球代表隊徵召。2023年3月28日，他於香港隊作客對陣馬來西亞的國際足球友誼賽中後備入替，首次代表香港隊上陣。
2023年9月，黃皓雋代表香港U23出戰U23亞洲盃外圍賽，在對烏茲別克的分組賽中慘敗0:10。同月，他隨亞運隊出戰杭州亞運會足球比賽。他是球隊的主力球員，協助港隊首次晉身賽事四強。
2024年6月，黃皓雋再度入選香港隊大軍，出戰2026年世界盃亞洲區外圍賽。他於作客對陣土庫曼的分組賽中首次為香港隊正選上陣。

## 榮譽
東方
- 香港足總盃冠軍（2023–24季度）
- 香港高級組銀牌冠軍（2024–25季度）

個人
- 香港足球明星選舉 最佳青年球員（2022–23季度）

## 生涯統計

### 球會
最後更新：2025年1月31日
| 效力球會 | 球季     | 聯賽     | 聯賽 | 聯賽 | 足總盃 | 足總盃 | 高級組銀牌 | 高級組銀牌 | 菁英盃 | 菁英盃 | 亞洲賽事 | 亞洲賽事 | 總計 | 總計 |
| 效力球會 | 球季     | 聯賽     | 上陣 | 入球 | 上陣   | 入球   | 上陣       | 入球       | 上陣   | 入球   | 上陣     | 入球     | 上陣 | 入球 |
| -------- | -------- | -------- | ---- | ---- | ------ | ------ | ---------- | ---------- | ------ | ------ | -------- | -------- | ---- | ---- |
| 理文     | 2020–21  | 港超     | 4    | 0    | –      | –      | –          | –          | 6      | 1      | 2        | 1        | 12   | 2    |
| 理文     | 2021–22  | 港超     | 2    | 0    | 0      | 0      | –          | –          | 7      | 1      | 0        | 0        | 9    | 1    |
| 總計     | 總計     | 總計     | 6    | 0    | 0      | 0      | –          | –          | 13     | 2      | 2        | 0        | 21   | 3    |
| 東方     | 2022–23  | 港超     | 18   | 2    | 2      | 0      | 3          | 0          | 9      | 3      | 1        | 0        | 33   | 5    |
| 東方     | 2023–24  | 港超     | 18   | 4    | 3      | 0      | 3          | 1          | 8      | 1      | –        | –        | 32   | 6    |
| 東方     | 2024–25  | 港超     | 9    | 1    | –      | –      | 1          | 0          | 3      | 1      | 5        | 0        | 19   | 2    |
| 總計     | 總計     | 總計     | 45   | 7    | 5      | 0      | 7          | 1          | 20     | 5      | 6        | 0        | 84   | 13   |
| 生涯總計 | 生涯總計 | 生涯總計 | 51   | 7    | 5      | 0      | 7          | 1          | 33     | 7      | 8        | 1        | 104  | 16   |

1. ↑  賽事因新冠病毒大流行而取消
2. ↑  賽事因新冠病毒大流行而取消
3. ↑  亞協盃分組賽
4. ↑  賽事因新冠病毒大流行而腰斬，球隊只踢了4場聯賽
5. ↑  賽事因新冠病毒大流行而腰斬，球隊只踢了兩場比賽
6. ↑  賽事因新冠病毒大流行而停辦
7. ↑  賽事因新冠病毒大流行而腰斬，球隊只踢了9場比賽
8. ↑  亞協盃半準決賽
9. ↑  亞冠盃二級聯賽

#### 代表隊
最後更新：2025年1月31日
| 代表隊 | 年份 | 上陣 | 入球 |
| ------ | ---- | ---- | ---- |
| 香港   | 2023 | 1    | 0    |
| 香港   | 2024 | 1    | 0    |
| 總數   | 總數 | 2    | 0    |

## 外部連結
- 黃皓雋的Instagram帳戶